# 4602 Heudier
4602 Heudier è un asteroide della fascia principale. Scoperto nel 1986, presenta un'orbita caratterizzata da un semiasse maggiore pari a 2,6190297 UA e da un'eccentricità di 0,1653638, inclinata di 12,40564° rispetto all'eclittica.